# Attaque du 18 juillet 1980 à Neuilly-sur-Seine
 (juillet 2025).
L'attaque du 18 juillet 1980 à Neuilly-sur-Seine est un attentat terroriste perpétré par des militants islamistes contre Chapour Bakhtiar, dernier Premier ministre du Shah d'Iran, en exil en France depuis janvier 1979, date à laquelle il quitte clandestinement l'Iran pour la France en avril de la même année à la suite de la chute de son gouvernement, le 10 février 1979, due à la déclaration de neutralité de l'armée dans le conflit opposant ses partisans à ceux de Khomeini.

## Faits
Le commando, composé de trois hommes se faisant passer pour des journalistes, s'est présenté vers 8 h 25 à l'entrée du 101, boulevard Bineau, immeuble dans lequel Chapour Baktiar réside à Neuilly-sur-Seine chez sa fille. Ils ont été autorisés à entrer par les gardiens de la paix en raison de leur fausse identité. Le seul journaliste qui s’exprimait parfaitement en français prétexta une claustrophobie et indiqua qu’il préfèrait emprunter les escaliers. Après avoir franchi plusieurs cordons de sécurité, direction le deuxième étage pour le commando, mais ce dernier commet une erreur en frappant à la porte de la voisine de Bakhtiar, Yvonne Stein.
En constatant leur erreur, le commando tue Yvonne Stein et blesse une de ses amies avant de tenter de s'introduire chez Bakhtiar. Lorsque l'un des gardes de Bakhtiar a entrouvert la porte blindée, un échange de tirs a éclaté, les terroristes tirant sept balles dans le blindage. Alertés par les bruits, les policiers interviennent. Dans la fusillade qui s'ensuit, le policier Jean-Michel Jamme meurt, et Bernard Vigna est grièvement blessé. Les autres policiers, malgré des blessures légères, ont réussi à maîtriser les assaillants, qui étaient à court de munitions.
A l’entrée de l’immeuble, Philippe Jourdain, un gendarme, découvrait son équipier agonisant dans les escaliers, reprenait position à l’extérieur muni d’un pistolet mitrailleur et demandait des renforts. Après un bref échange de tirs, il neutralisait les terroristes.

## Commando
Le commando responsable de l'attentat du 18 juillet 1980 à Neuilly-sur-Seine était composé de trois hommes : Anis Naccache, Mehdi Nejad Tabrizi, et Fawzi Mohamed El Satari. Ces individus étaient membres d'une cellule terroriste liée à l'Iran, notamment aux Gardiens de la Révolution islamique, une branche paramilitaire qui soutenait le régime iranien après la révolution de 1979.
Anis Naccache, le leader du commando, était le principal instigateur de l'attaque. Bien qu'il ait agi sous les ordres de l'Iran, Naccache avait une formation militaire et semblait particulièrement déterminé à mener à bien cette mission. Il avait été formé dans des camps d'entraînement en Libye, où il avait acquis des compétences en matière de terrorisme.
Ils étaient armés de pistolets à gros calibre équipés de silencieux et étaient bien renseignés sur les lieux, ce qui leur a permis de pénétrer sans difficulté dans l'immeuble.

## Suites
Après l'attentat, Anis Naccache et ses complices ont été arrêtés et jugés. Tous ont été condamné à la réclusion criminelle à perpétuité le 10 mars 1982. Mais leur histoire ne s'est pas arrêtée là. En 1990, dans le cadre de négociations entre la France et l'Iran, Naccache et ses coéquipiers ont été libérés et renvoyés en Iran.